# Дмитрий Фёдорович (князь стародубский)
Дмитрий Федорович (ум. 1354) — пятый стародубский удельный князь из рода Рюриковичей, старший сын удельного стародубского князя Федора Ивановича, княжил после убийства в Золотой Орде своего отца с 1330 года по 1354 или следующий год.

## Биография
Дмитрий Федорович в летописях упоминается только один раз, именно по поводу кончины, последовавшей, согласно этому указанию, в 1354 году
«Бархатная книга», неизвестно по каким соображениям и основаниям, датирует его смерть 1364 г., что является, по-видимому, ошибкой, тем не менее повторенной позже некоторыми составителями родословных, в том числе и Μ. Γ. Спиридовым. Погребен в Стародубе-на-Клязьме.

## Брак и дети
Дмитрий Федорович имел двух сыновей, Семена Дмитриевича, прозванием Крапива (ум. 1368) и Федора, ставшего основателем угасшего рода князей Микитиничей-Ряполовских.